# Сергеев, Артём Фёдорович
Артём Фёдорович Серге́ев (5 марта 1921, Москва — 15 января 2008, Москва) — советский военный, генерал-майор артиллерии, один из основателей зенитных ракетных войск СССР, участник Великой Отечественной войны. Родился в семье революционера Ф. А. Сергеева (известного как «товарищ Артём»), после гибели отца в 1921 году воспитывался в семье И. В. Сталина.

## Биография

### Ранние годы
Родился 5 марта 1921 года в Москве. Отец, революционер Фёдор Андреевич Сергеев, известный под подпольной кличкой «Артём», был основателем Донецко-Криворожской советской республики, погиб 24 июля 1921 года при катастрофе железнодорожного аэровагона. Мать — Елизавета Львовна Репельская, участница революционных событий в Харькове, после смерти мужа была главврачом созданного ею противотуберкулёзного санатория близ Нальчика, председателем облздрава Кабардино-Балкарии, заместителем директора авиационного завода, директором текстильной фабрики, начальником медицинского управления госпиталей.
Артём рос и воспитывался в семье Сталина с годовалого возраста до ухода в армию, наравне с другими детьми, был близким другом его сына Василия.
По воспоминаниям Артёма Фёдоровича, жилые помещения советского руководства в Кремле представляли собой «большую коммуналку» из анфилады комнат с общей кухней, в которых всё было казённым. Рядом жили и партийные работники, и простые рабочие из обслуживающего персонала Кремля. С 1923 до 1927 года малыши (Артём Сергеев, Василий Сталин, Татьяна и Тимур Фрунзе) воспитывались в детском доме, где на равных жили 25 детей советских руководителей и столько же беспризорников. Кремлёвские зарплаты не превышали так называемого партмаксимума, по карточкам партработникам за полцены полагались обед в столовой и продукты на ужин.

### Начало военной карьеры
В 1938 году, после окончания 10 классов 2-й Московской специальной Артиллерийской школы, начал службу в Красной Армии. Был рядовым, младшим командиром (сержантом), старшиной. Поступил во 2-е Ленинградское артиллерийское училище и окончил его в 1940 году лейтенантом. В октябре этого же года был назначен командиром взвода 13-го артиллерийского полка 1-й мотострелковой дивизии.

### В годы Великой Отечественной войны
Впервые участвовал в боевых действиях 26 июня 1941 года в качестве командира взвода 152-миллиметровых гаубиц «М-10» образца 1938 года, после командовал артиллерийской батареей, затем стал командиром стрелковой роты в 175-м стрелковом полку той же 1-й мотострелковой дивизии. Летом того же года попал в немецкий плен, откуда бежал из-под расстрела. После этого находился в партизанском отряде Алексея Флегонтова, после ранения, вместе с пятью товарищами, перешёл линию фронта. До декабря 1941 года находился на излечении после ранения, после чего вернулся в свой 13-й артиллерийский полк, ставший 35-м гвардейским. Занимал должности начальника разведки дивизиона, командира батареи, потом командира дивизиона, дважды был ранен, после чего был отправлен на долечивание и на 3 месяца в высшую офицерскую артиллерийскую школу, в город Семёнов, где прошел курс командиров артиллерийских дивизионов и начальников штабов артиллерийских полков. В декабре 1942 года был назначен начальником штаба 266-го армейского артиллерийского полка РГК, в апреле 1943 года был назначен заместителем командира полка по строевой части. С 20 мая до октября 1943 года исполнял обязанности убывшего на излечение командира полка В. И. Чекалова. В июне 1943 года полк был преобразован в 211-й гвардейский армейский артиллерийский полк РГК. В декабре 1943 года Сергеев был назначен командиром 554-го армейского артиллерийского полка РГК, в апреле 1944 года был снова ранен. С июля по октябрь 1944 года командовал 156-м гвардейским артиллерийским полком 77-й гвардейской стрелковой дивизии. С октября по декабрь 1944 года командовал 118-й тяжёлой гаубичной артиллерийской бригадой 6-й артиллерийской дивизии прорыва. В январе 1945 года был назначен заместителем командира 140-й армейской пушечной артиллерийской бригады.
Участник обороны Сталинграда, битвы за Днепр, боёв в Восточной Пруссии, Венгрии, Германии. В общей сложности имел 24 ранения, в том числе два тяжёлых. После первого ранения, удара штыком в живот, Сергеев лечился у знаменитого хирурга А. В. Вишневского, а позднее оторванную раздробленную кисть ему лечил сам А. Н. Бакулев. Войну закончил 12 мая 1945 года заместителем командира 140-й армейской пушечной артиллерийской бригады, подполковником и кавалером пяти орденов и нескольких  медалей.

### Профессиональный рост
После войны служил командиром полка, который дислоцировался в Венгрии. В августе 1945 года был командирован в Москву в Артиллерийскую академию имени Ф. Э. Дзержинского, где чувствовал к себе недоверчивое отношение. Как позднее выяснилось, быть построже попросил преподавателей академии Сталин, о чём Артём Федорович написал в своих мемуарах. Завершив учёбу в 1951 году, в течение года командовал 34-й пушечной артиллерийской бригадой Прикарпатского военного округа. Затем был зачислен в Высшую военную академию имени К. Е. Ворошилова (Академия Генерального штаба), которую окончил в 1954 году.

### Служба в войсках ПВО
После окончания академии служил на командных должностях. Начальник штаба и заместитель командира 10-го и 17-го корпусов специального назначения (1956—1960), командир 9-й дивизии ПВО (1960—1965), заместитель командующего 1-й армии ПВО особого назначения, заместитель генерала-инспектора по ПВО организации Варшавского договора.

### Последние годы
В отставку вышел в 1981 году в звании генерал-майор артиллерии.

## Личная жизнь
Был женат на Амайе Руис-Ибаррури (1923—2018), дочери Генерального секретаря Испанской компартии Долорес Ибаррури, с которой впоследствии разошёлся. У них трое детей — Фёдор (1953), Рубен (1956—2021), Долорес (1960).
Вторая жена — Елена Юрьевна Сергеева (1930—2006), окончила 1-й Московский медицинский институт, работала нейрохирургом.
Скончался 15 января 2008 года в Москве на 87-м году жизни. Похоронен на Кунцевском кладбище в Москве.

## Писатель
В 2006 году опубликовал сборник рассказов-воспоминаний о войне «Рассказы артиллериста», предисловие к которому написал поэт Егор Исаев. Также в 2006 году в соавторстве с Екатериной Глушик опубликовал книгу «Беседы о Сталине», которая вышла в издательстве «Крымский мост». Стал членом Союза писателей России.
Был членом землячества донбассовцев в Москве.

## Награды
- Орден Жукова (6 сентября 1996, орден № 86) — за отличия в руководстве войсками при проведении боевых операций в период Великой Отечественной войны 1941-1945 годов[8]
- Орден Красного Знамени (11 августа 1942, орден № 33691)[9]
- Орден Красного Знамени (29 марта 1945, орден № 257412)[10]
- Орден Красного Знамени (29 августа 1946, орден № 289939)[11]
- Орден Александра Невского (14 октября 1943, орден № 1034)[12]
- Орден Отечественной войны I степени (20 апреля 1944, орден № 23528)[13]
- Орден Отечественной войны I степени (6 апреля 1985, орден № 537546)[14]
- Орден Красной Звезды (17 августа 1943, орден № 27545)[15]
- Орден Красной Звезды (30 апреля 1954, орден № 3152882)[16]
- Медаль «За боевые заслуги» (20 июня 1949)[17]
- Медаль «За оборону Москвы» (5 февраля 1945)[18]
- Медаль «За оборону Сталинграда» (30 июня 1943)[19]
- Медаль «За взятие Кёнигсберга»
- Медаль «За освобождение Варшавы»
- Медаль «За освобождение Праги»
- и ещё 20 различных медалей
- Орден «За мужество» III степени (Украина)
- Знаки «Шахтёрская Слава» I, II и III степеней
- Почётная грамота Кабинета Министров Украины (6 мая 2001) — за значительный вклад в развитие и укрепление экономических связей Российской Федерации и Украины, моральную и материальную поддержку выходцев из Донецкой и Луганской областей, популяризацию достижений украинской науки, техники и культуры[20]
- Почётный работник угольной промышленности
- Почётный гражданин городов: Борисов и Рогачёв (Белоруссия), Фатеж (Курская область), Бахмут (Украина), Артёмовск (Луганская область, Украина), Артём (Приморье), Рацибуж (Польша)[21]